# Amphoe Laplae

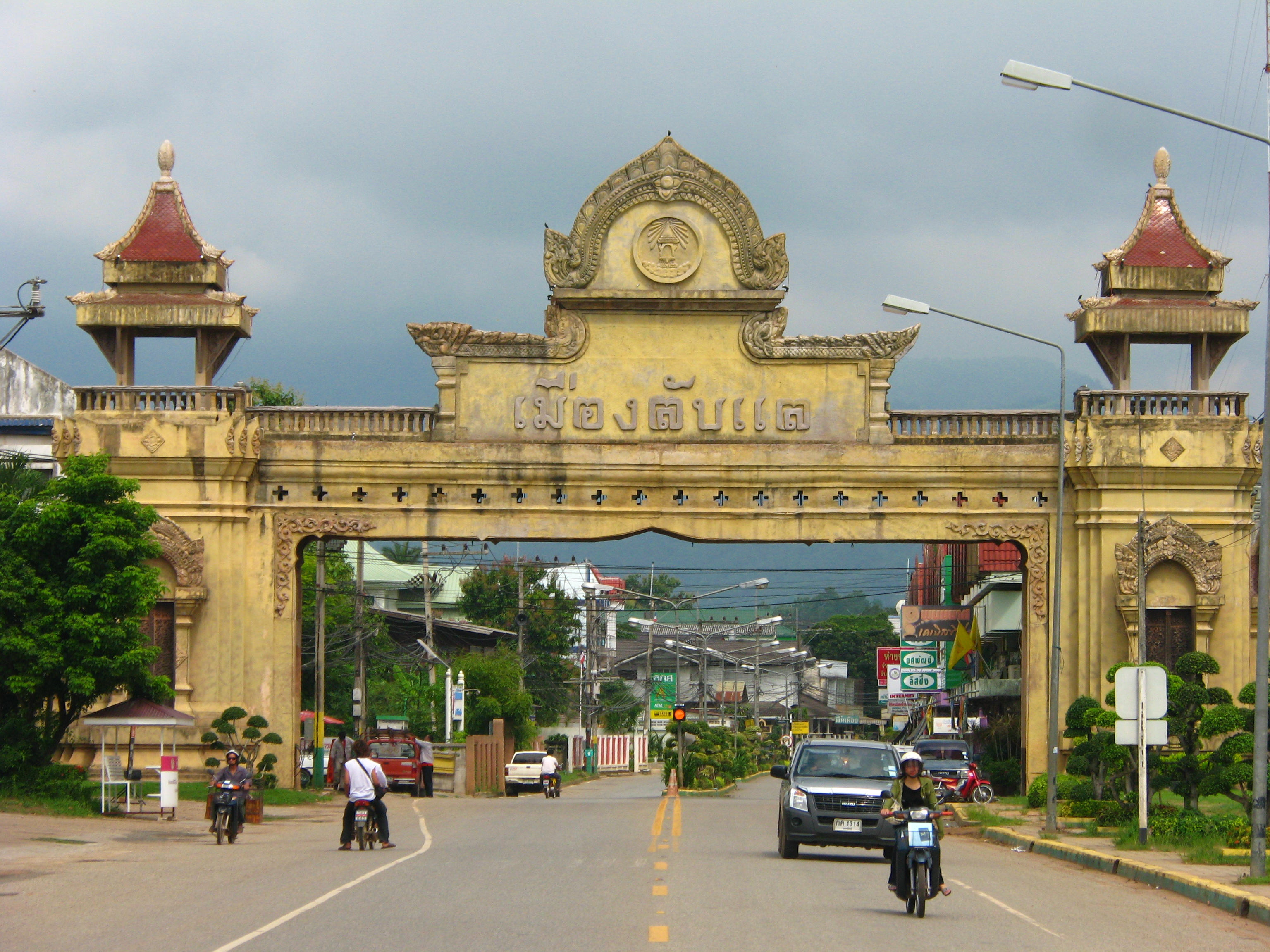
Stadttor von Laplae

Amphoe Laplae (Thai อำเภอ ลับแล, Aussprache: ʔāmpʰɤ̄ː láp.lɛ̄ː) ist ein Landkreis (Amphoe – Verwaltungs-Distrikt) im Westen der Provinz Uttaradit. Die Provinz Uttaradit liegt in der Nordregion von Thailand.

## Geographie
Benachbarte Landkreise (von Osten im Uhrzeigersinn): die Amphoe Mueang Uttaradit und Tron der Provinz Uttaradit, Amphoe Si Satchanalai in der Sukhothai Provinz sowie Amphoe Den Chai in der Provinz Phrae.

## Wirtschaft
Im Landkreis Laplae werden unter anderem handgewebte Baumwollstoffe hergestellt. Die mit Naturfarbstoffen eingefärbten Stoffe sind ein Fünf-Sterne-OTOP-Produkt.

## Geschichte
In der Vergangenheit lag das Verwaltungsgebäude im Mueang Thung Yang. Später wurde es nach Mon Cham Sin verlegt, etwa einen Kilometer nördlich der heutigen Lage. Da die Verwaltung nur mühsam zu erreichen war, beschloss Luang Si Phanon Mat, sie nach Mon Sayammin zu verlegen. Zur gleichen Zeit besuchte König Chulalongkorn (Rama V.) Laplae. Er wollte Mon Cham Sin für den Standort einer Buddha-Statue mit Namen „Phra Luea“ (พระ เหลือ) reservieren, die von dem Gold gegossen worden war, das vom „Phra Phuttha Chinnarat“ des Wat Phra Sri Rattana Mahathat (Provinz Phitsanulok) übrig geblieben war.

## Sehenswürdigkeiten

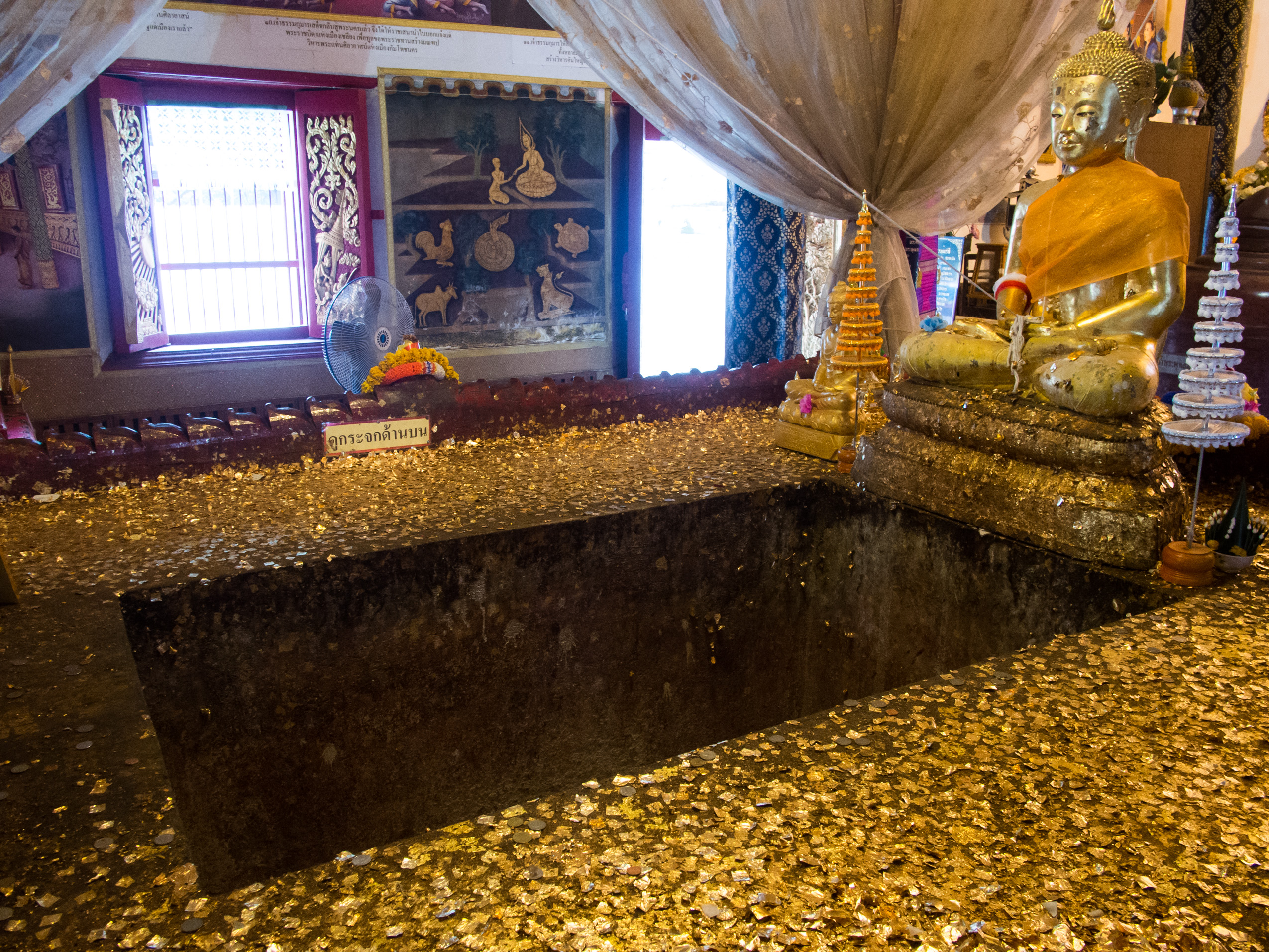
Goldverzierter Laterit-Sitz im Wat Phra Thaen Sila At

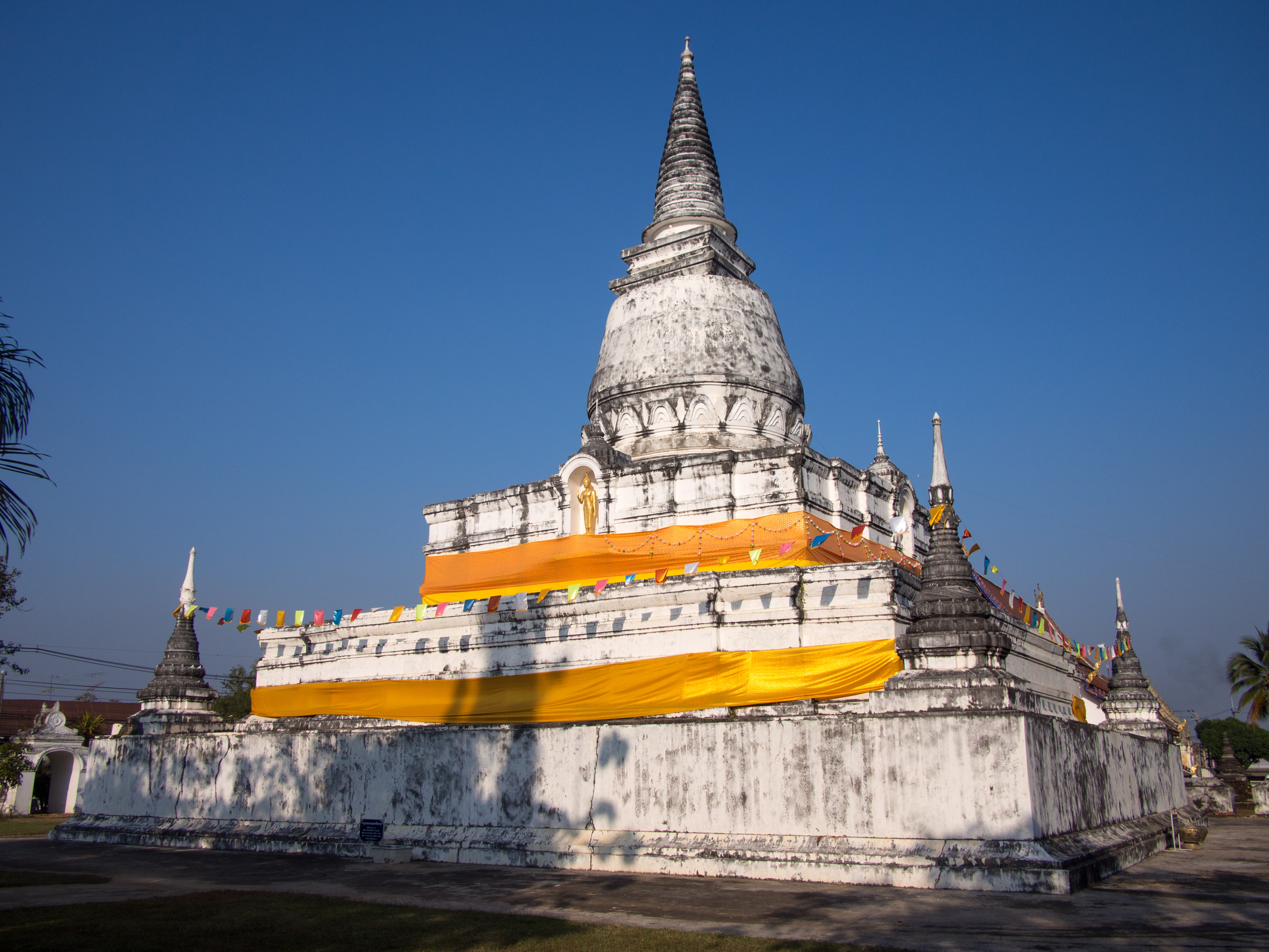
Phra Borommathat Thung Yang

In Tambon Thung Yang gibt es drei bedeutende buddhistische Tempel.
Wat Phra Thaen Sila At ist ein königlicher Tempel 3. Klasse und eines der Wahrzeichen der Provinz Uttaradit (abgebildet im Siegel der Provinz). Wichtigster Ort der Verehrung ist ein Sitz aus Laterit, dessen Basis mit einem goldenen Lotusblüten-Muster dekoriert ist. Er stammt vermutlich aus der Sukhothai-Epoche und wurde nach einer Legende angefertigt, dass hier der Bodhisattva, eine der früheren Inkarnationen des Buddhas, meditierend gesessen haben soll. Der frühere Tempel ist im Jahr 1908 abgebrannt, nur der steinerne Sitz überstand. Der Tempel wurde im Auftrag von König Rama V. (Chulalongkorn) wieder aufgebaut.
Etwa 500 m davon entfernt befindet sich Wat Phra Yuen Phutthabat Yukhon. Hier wird eine Darstellung eines Fußabdruck des Buddhas sowie eine bronzene Buddhastatue in der Haltung „Unterwerfung des Mara“ aus der Sukhothai-Epoche gezeigt.
Weitere 1,5 km entfernt im kleinen Ort Thung Yang befindet sich Wat Phra Borommathat Thung Yang. Seine herausstehenden Merkmale sind ein Wihan im Lan-Na-Stil sowie ein glockenförmiger Stupa, in dem eine Reliquie des Buddhas aufbewahrt werden soll.

## Verwaltung

### Provinzverwaltung
Amphoe Laplae ist in acht Kommunen (Tambon) eingeteilt, welche sich weiter in 63 Dörfer (Muban) unterteilen.
| Nr. | Name             | Thai      | Muban | Einw.  |
| --- | ---------------- | --------- | ----- | ------ |
| 1.  | Si Phanom Mat    | ศรีพนมมาศ  | 0-    | 03.066 |
| 2.  | Mae Phun         | แม่พูล      | 11    | 09.455 |
| 3.  | Na Nok Kok       | นานกกก    | 05    | 02.817 |
| 4.  | Fai Luang        | ฝายหลวง   | 11    | 09.812 |
| 5.  | Chai Chumphon    | ชัยจุมพล    | 11    | 08.561 |
| 6.  | Phai Lom         | ไผ่ล้อม     | 07    | 06.471 |
| 7.  | Thung Yang       | ทุ่งยั้ง      | 10    | 10.421 |
| 8.  | Dan Mae Kham Man | ด่านแม่คำมัน | 08    | 05.219 |

### Lokalverwaltung
Es gibt vier Kleinstädte (Thesaban Tambon) im Bezirk:
- Si Phanom Mat (เทศบาลตำบลศรีพนมมาศ) besteht aus dem gesamten Tambon Si Phanom Mat,
- Thung Yang (เทศบาลตำบลทุ่งยั้ง) besteht aus Teilen der Tambon Thung Yang und Phai Lom,
- Hua Dong (เทศบาลตำบลหัวดง) besteht aus Teilen des Tambon Mae Phun,
- Phra Sadet (เทศบาลตำบลพระเสด็จ) besteht aus weiteren Teilen des Tambon Thung Yang.

Außerdem gibt es sechs „Tambon Administrative Organizations“ (TAO, องค์การบริหารส่วนตำบล – Verwaltungs-Organisationen) für die Tambon im Landkreis, die zu keiner Stadt gehören.